# Ford Falcon (Argentina)
El Ford Falcon es un automóvil fabricado por Ford Motor Argentina a partir del año 1962 hasta 1986, y por la empresa conjunta Autolatina (Ford-Volkswagen) desde 1987 hasta 1991. Fue uno de los primeros autos compactos en llegar a Argentina y uno de los pioneros de una nueva etapa de la industria automotriz de ese país, junto al Valiant II, el Chevrolet 400 y el Rambler Classic. Debido a la robustez de su mecánica y la versatilidad de su estructura, fue muy utilizado para múltiples propósitos, entre ellos como auto familiar, taxi, patrullero y hasta como automóvil de competición. Debido a esta última utilidad, este coche se convirtió en uno de los más venerados en Argentina, ganándose gran cantidad de adeptos gracias a sus éxitos en la categoría Turismo Carretera. La popularidad de este automóvil en el ámbito automotriz argentino, llevó a la creación de múltiples clubes de amigos, en los cuales sus propietarios exhiben tanto coches personalizados, unidades de colección perfectamente restauradas y hasta unidades recuperadas que fueron utilizadas como coches de competición.
El Falcon no solamente fue un vehículo fabricado exclusivamente para el público argentino, ya que también se exportó a Cuba y a Uruguay, país donde es considerado un clásico al igual que en Argentina. El Ford Falcon se hizo popular en la vida cotidiana argentina, siendo empleado como taxis, flotas empresariales, vehículos policiales y de instituciones gubernamentales. Al mismo tiempo y con relación a este último empleo, su imagen quedó asociada en la memoria social argentina por su utilización y difusión en distintos organismos y dependencias del estado por ser este el vehículo oficial de los sucesivos gobiernos desde finales de la década del 60 hasta finales de la década del 80 quedando muchas unidades en servicio hasta mediados de los 90, como así también quedaría asociado a la imagen de los gobiernos de facto, principalmente durante la última dictadura cívico-militar argentina (1976-1983).

## El proyecto Falcon
El proyecto Falcon comenzó en julio de 1957 en Estados Unidos, en aquel año Ford Motor Company decidió comenzar a trabajar en un automóvil de tamaño más pequeño que los Ford de esa época y más grande que los europeos importados. El vehículo, un compacto de acuerdo a los estándares estadounidenses, poseía un motor de 6 cilindros y capacidad para 6 pasajeros. El primer «compacto» de Ford nació bajo el nombre de «Ford Falcon» o simplemente Falcon a fines de 1959.
Las versiones comercializadas en aquel mercado fueron: sedán de dos y cuatro puertas, cupé sin parantes, descapotable, familiar de dos y cuatro puertas y pickup.
El Falcon, aunque de menor tamaño que sus rivales, tenía todas las virtudes necesarias para satisfacer al usuario estadounidense quien exige de un automóvil confort, velocidad y el espacio suficiente como para llevar cómodamente seis personas. En su país de origen el Falcon sufrió muchos cambios de línea que lo alejaron cada vez más de la idea por la que fue concebido.
El Ford Falcon se fabricó no solo en su país natal, sino también en Argentina y Australia.

### Cuatro años que fueron treinta
Aunque el proyecto original estimaba que la producción solo se extendería por cuatro años, las previsiones -luego confirmadas- decían que el Falcon debería ser un éxito en el país. De aquel modelo, solo los neumáticos, los vidrios, la batería y los tapizados eran de fabricación nacional. Llevaba un motor de 170 pulgadas cúbicas (2786 cm³) que desarrollaba 101 HP de potencia. En el primer año de fabricación se produjeron 5.099 unidades, de las cuales se vendieron 4.684 unidades, cifra nada despreciable para los volúmenes de la época.
El 15 de julio de 1963, durante la presidencia de José María Guido salió de la línea de montaje de General Pacheco el primer Falcon construido por argentinos. Esta carrocería contenía las modificaciones ya efectuadas en Estados Unidos. Desaparecía entonces la particular luneta curva y se modificaron las luces traseras, la grilla delantera y el panel de instrumentos.
El 4 de diciembre de 1964 estaba terminada la primera unidad denominada Futura, ya bajo la presidencia de Arturo Umberto Illia. El techo de vinilo, los asientos del tipo butaca (toda una novedad para la época), la consola central y el nuevo motor de 187 pg3 (3064 cm³ - 116 HP), eran las principales novedades del nuevo modelo. En 1965 se comercializaron 15.442 unidades y el Falcon alcanzó su primer galardón, ya que en ese año fue el auto más vendido del país, con un 6 por ciento de penetración en el mercado.
A principios de 1966 se produjo la primera renovación de importancia del Falcon dado que fue el primer restyling hecho íntegramente en Argentina, debido a que el Falcon en Estados Unidos tomó un rumbo diferente al original. Mecánicamente, el motor 187" pasó a ser de serie para el Deluxe y opcional para las versiones Standard y Taxi, que montaban de serie el motor 170" presente desde 1962.

### Falcon Rural: un familiar de diseño argentino
En 1967 y bajo la presidencia de Juan Carlos Onganía, por primera vez salió de la línea de montaje la versión rural, un auto que por capacidad interior y confiabilidad se impuso rápidamente entre las familias. El diseño de la rural era íntegramente argentino, ya que la versión estadounidense tenía diferencias en el largo de la carrocería y en los pilares y vidrios traseros, que la hacía diferente a este desarrollo nacional. La diferencia era su imitación simil-madera en las puertas y el portón trasero, con vidrio eléctrico.

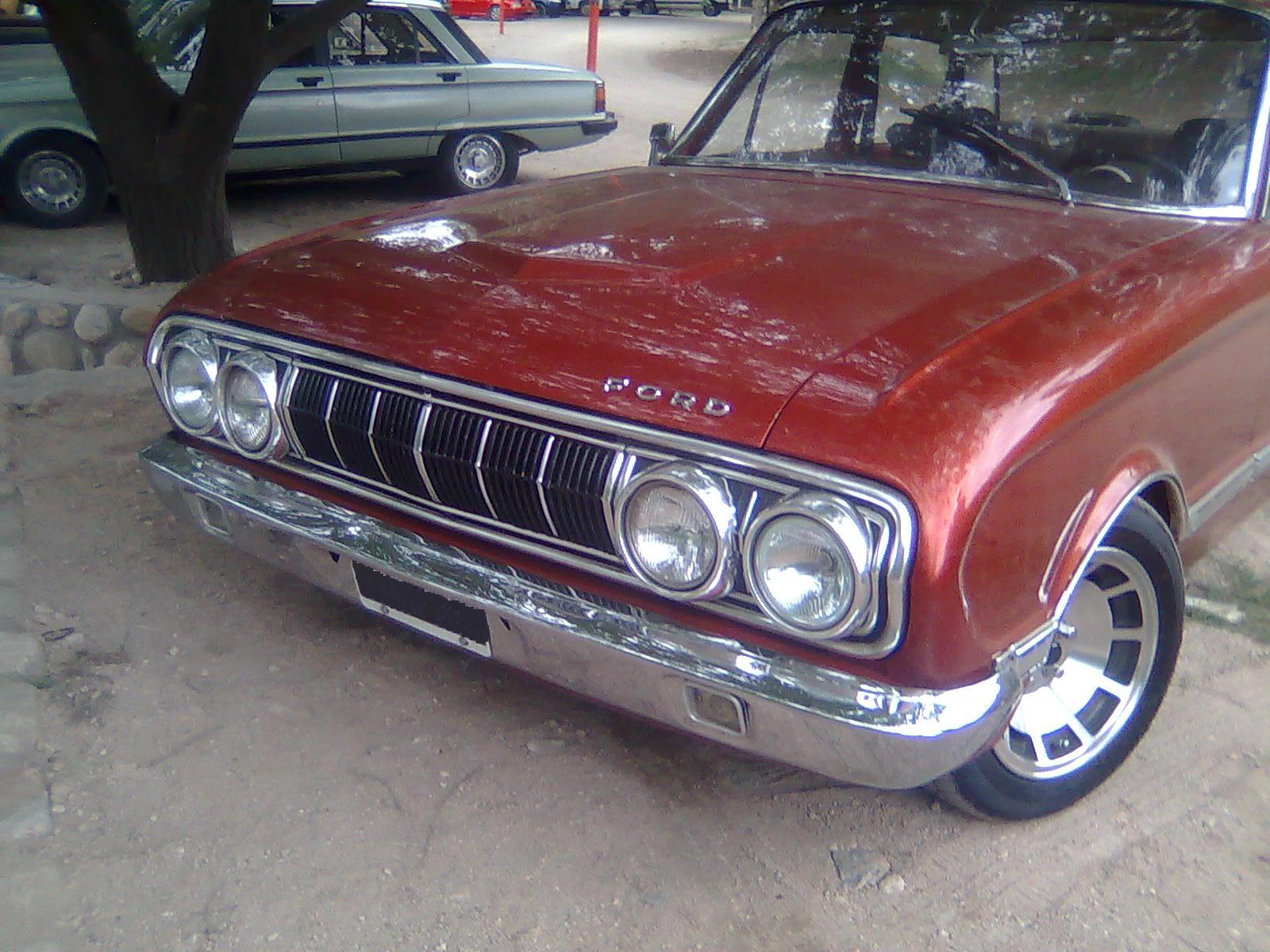
Ford Falcon (1971)

El 2 de marzo de 1970, el público conoció un nuevo restyling. En estos años se conoció la versión "Futura" con butacas individuales. En el aspecto exterior se destacaban los faros delanteros (dobles en las series de alta gama), que enmarcaban una parrilla modificada. Los motores 170 y 187 habían cumplido su ciclo y aparecieron con sus siete bancadas el motor 188 (3080 cm³) y el motor 221 (3620 cm³) que revolucionaron el mercado automotor. En ese año Ford Motor Company discontinuó el auto en los Estados Unidos, sin embargo siguió produciéndose en La Argentina y Australia. La caja de cambios de cuatro marchas fue otra de las grandes novedades que mostró el Falcon en aquel año. Dicha línea fue ofrecida en los concesionarios hasta 1972 y se vendieron 72.640 unidades, siendo el auto más vendido en 1971 y 1972.

### Nacen la pick-up Ranchero y el Sprint

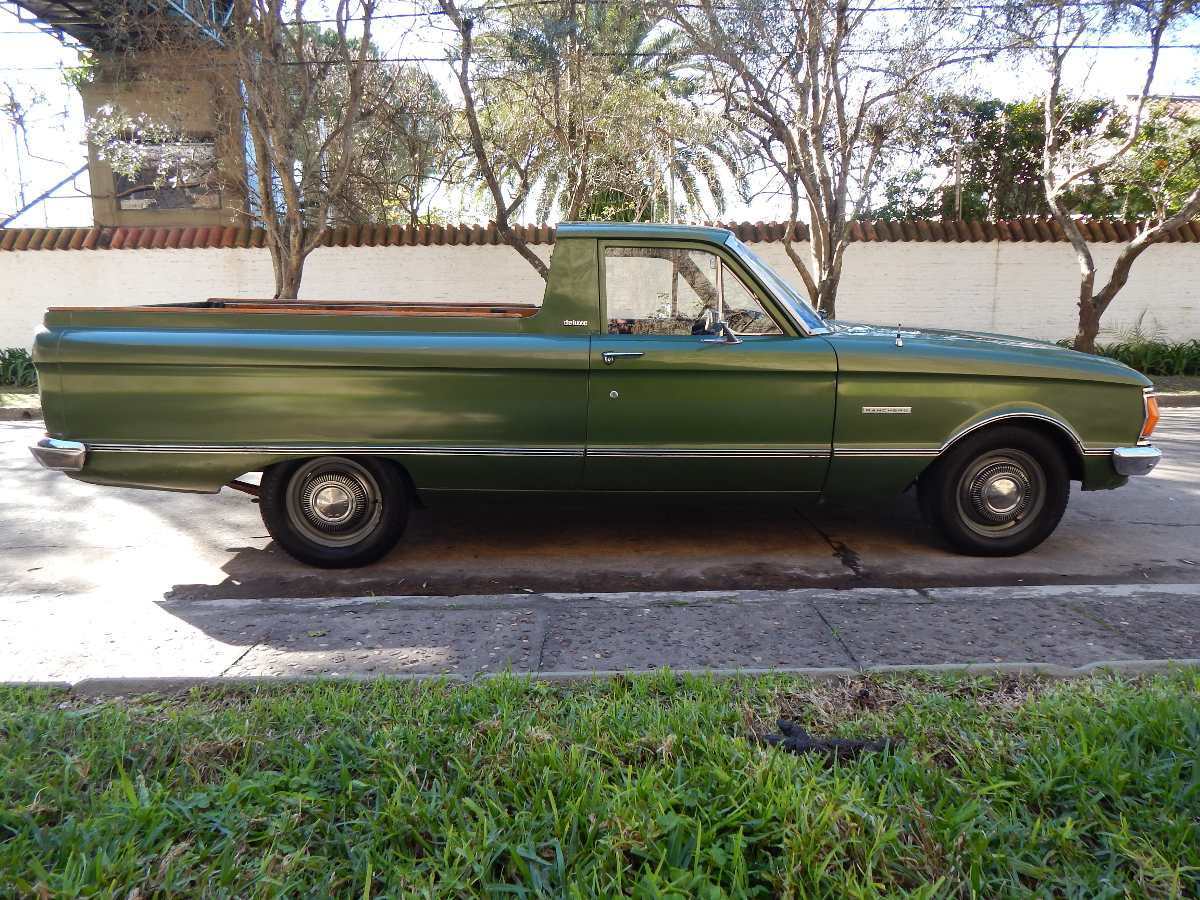
Ford Falcon Ranchero

A fines de 1972 salió una actualización en el diseño, cuyas versiones más equipadas llevaban faros cuadrados y dobles, las luces traseras también fueron modificadas igual que la parrilla, que adoptaba ahora barras transversales. El panel de instrumentos llevó varios meses de diseño y finalmente se incorporó un tablero con relojes redondos que incluían velocímetro y cuentavueltas para el motor 221.
A partir de aquel año se ofreció como equipo opcional en los modelos Deluxe y Futura el motor 221 SP (Special Performance), un 3.6 litros de más altas prestaciones con una nueva tapa de cilindros, tapa de válvulas cromada, filtro de aire chato (en el cual tenía las siglas 221 SP), carburador Holley doble boca, múltiple de admisión de diseño mejorado y un múltiple de escape 6 a 1, su salida después del silenciador era con forma ovalada y cromada. Erogaba una potencia total de 166 caballos de fuerza, (124 kW) curiosamente con dos caballos de fuerza adicionales comparado con el V8 de 4.3 L del Ford Falcon estadounidense y se ofrecía como opción un diferencial autoblocante. 

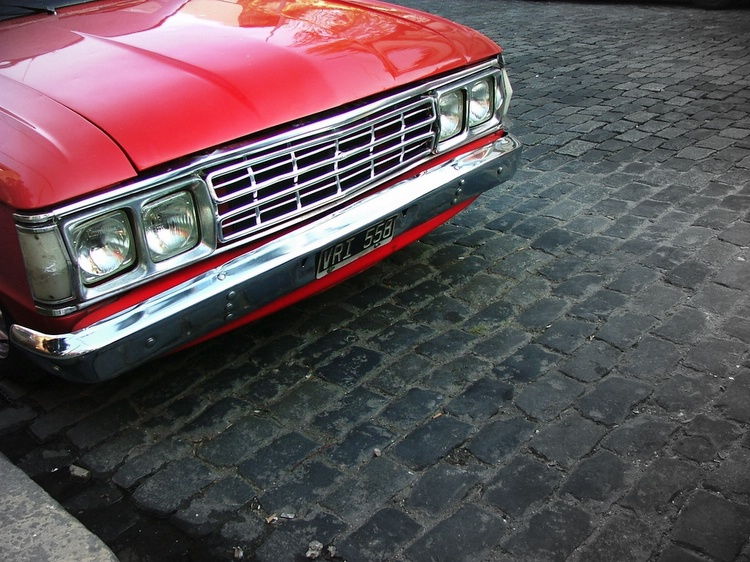
Ford Falcon (1973)

En 1973 se agregó un producto totalmente nuevo de carácter utilitario a la línea Falcon, la pick-up Ranchero, la cual, a diferencia del Ranchero estadounidense, estaba basada en el modelo sedán de cuatro puertas. La camioneta se presentó en dos versiones, la liviana con una capacidad máxima de carga de 465 kg y la pesada con una capacidad de 565 kg, teniendo esta última freno a disco delanteros y ambas con llantas de 14 pulgadas. 
Los éxitos en el circuito de carreras exigían que Ford presentase una versión deportiva del Falcon y así, en mayo de 1973 se introdujo el Sprint, que tenía un color naranja sonda con las franjas negras tipo pipa, realizado sobre la base de la carrocería de la versión Futura con la motorización SP como equipo estándar, aunque este modelo llamaba la atención por su novedosa gama de colores con combinación de franjas deportivas, parrilla en color negro, lentes de giro de color naranja, luces altas de halógeno y llantas de 14 pulgadas y con neumáticos de perfil bajo (E70x14) Firestone Wide Oval con una fina banda roja entre otros cambios. El interior era todo negro, panel de instrumentos con tacómetro, relojes de presión de aceite y amperímetro, volante de dirección deportivo y butacas en cuerina de diseño exclusivo.
A mediados de 1975 el Falcon recibió más cambios. La versión Sprint comenzó a ser pintada sin franjas, las puntas de la tapa del maletero fueron diseñadas en un ángulo de 90 grados (antes eran redondas), el soporte del espejo interior tuvo un diseño mejor logrado así como las manijas interiores de las puertas. El regulador de voltaje se colocó del lado derecho (antes lo tenía en el frente junto al radiador) entre otros.

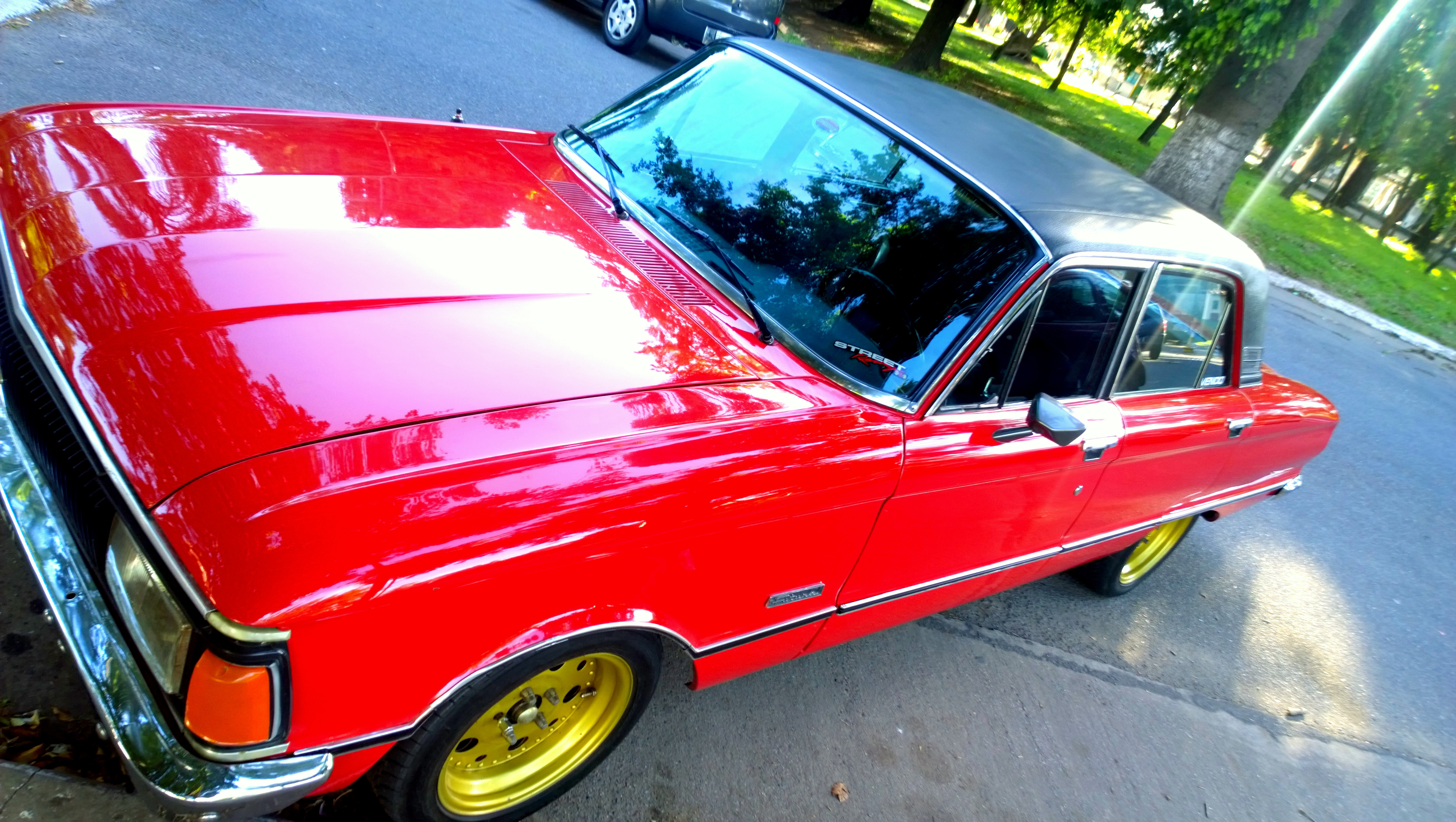
Falcon Futura 1978 221

En 1978 la línea Falcon mostraba una nueva actualización incluyendo como opcionales de lujo dirección hidráulica sin corte progresivo, aire acondicionado de pistones con gas r12, y el pomo de la palanca de cambios con la bandera argentina. El frente fue rediseñado, con faros rectangulares para la alta gama y simples circulares de 178 mm en los Standard y Taxi, otro cambio significativo fue la aparición de la rejilla de ventilación en el parante trasero dejando de ser este liso. A partir de 1978 también se comenzó a usar el sistema decimal y los motores 188 y 221 pasaron a denominarse 3.0 y 3.6 respectivamente.
Se comenzó a fabricar un nuevo Sprint nuevamente bicolor (había perdido las franjas en 1975) y tres opciones de interior en habano, azul y negro para toda la gama Falcon (en el Sprint solo se podía elegir entre Negro y Habano) el público adoptó este Falcon y lo impuso como el automóvil más vendido en 1979 con 28.522 unidades entregadas a los compradores. En 1980, en pleno auge de la importación de automóviles en Argentina, el Falcon resultó ser el automóvil más producido del país, con 40.612 unidades salidas del Centro Industrial General Pacheco. En ventas, ese año resultó segundo, detrás del Renault 12, lo que mostraba la vigencia del Falcon y su posición de "Clásico Argentino" como lo denominada Ford en sus campañas publicitarias.

### El final del Falcon

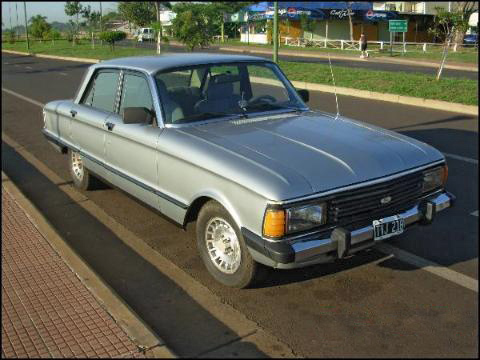
Ford Falcon Ghía (1982)

En 1982, y con veinte años de antigüedad, el Falcon recibió un total rediseño, quinto restilyng para ponerlo a tono con la situación del mercado automotor argentino, modernizado con la llegada de los automóviles importados en el bienio 1979-1981 y con recientes lanzamientos de otras terminales tales como Renault 18 y Peugeot 505. El 2 de agosto de 1982 un nuevo Falcon salió de la línea de montaje de General Pacheco. Fueron modificados los paragolpes, parrilla, luces, molduras laterales, panel trasero, panel de instrumentos, apoyacabezas delanteros y el volante. El nuevo Falcon contaba con aire acondicionado incorporado en la plancha, lo que demandó un arduo desarrollo para conseguir un mayor espacio interior.
La denominada línea '82, fue lanzada en versiones Standard, Deluxe y Ghia (reemplazante del Futura), Rural Standard, Rural Deluxe, Ranchero Standard y Deluxe. En tanto se discontinuaron las versiones Taxi y Sprint. 
Los motores continuaron siendo los seis cilindros 3.0, 3.6 y 3.6 SP, y como novedad se agregó un motor de 2.229cc o 2.3 con dos potencias 105 y 132cv de 4 cilindros, provenientes del Ford Taunus, que se colocaba en todos los Standard y opcional en el Deluxe, pero fue retirado en 1983 debido al alto peso del auto para esa cilindrada. En cuanto a transmisiones, continuaban las tradicionales cajas manuales de 3 y 4 marchas más la incorporación como novedad de una transmisión automática de 3 velocidades, con comando en el piso o en la columna de dirección según versión.
Con todas estas novedades y opciones, el Falcon resultó ser el automóvil más vendido del mercado argentino en 1983 con 22.060 unidades entregadas.
Hacia 1985 las ventas comenzaron a caer, lo que obligó a Ford a reducir el costo de fabricación abaratando componentes para seguir teniendo un precio competitivo, es por eso que se discontinuó el motor 3.6 SP, se eliminaron los tapizados de cuero, la versión Ghia perdió su característico techo vinílico, dejó de ofrecerse la transmisión automática con selectora en el volante y las manijas dejaron de ser cromadas, pasando a ser de color negro.

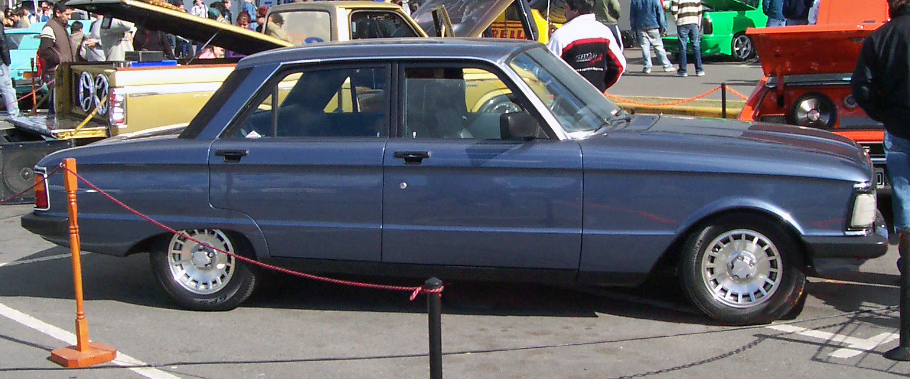
Ford Falcon Ghia (1987).

Para 1988 las ventas siguieron disminuyendo y Autolatina continuó abaratando al Falcon. Surgió la versión GL en reemplazo de Standard, desapareció la versión Deluxe y el Ghia perdió sus llantas de aleación. En 1989 dejó de ofrecerse la transmisión automática y apareció en escena el motor 3.0 Max-Econo, fruto del desarrollo de los ingenieros de Ford para disminuir el consumo de los anteriores 3.0. Poseía ambos múltiples (admisión y escape) en forma de «ramas», pistones de cabeza plana y pollera corta, y un nuevo carburador. El resultado: más de un 20% de ahorro de combustible. También se colocó un motor diésel 2.4 marca VM, de origen italiano, comercializado en Argentina por la empresa Borgward Puntana, pero el proyecto fracasó al poco tiempo debido a que esta empresa no podía entregar a tiempo los motores a Ford (Autolatina), dejando solo unas pocas unidades en la calle, las cuales son consideradas actualmente rarezas por su escasa cantidad. A partir de ese mismo año, el modelo Ghia fue fabricado en serie con asiento enterizo y caja de tres velocidades, siendo opcional la caja de cuatro marchas y los asientos individuales.
Las ventas continuaban bajando, y en consecuencia Autolatina (fusión de Ford y Volkswagen en Sudamérica) continuaba suprimiendo detalles para reducir su costo, al punto de suprimir a principios de 1991 todos los ornamentos cromados que poseía el modelo, siendo éstos pintados de negro. Finalmente, 10 de septiembre de ese año, el último Ford Falcon salió de la línea de montaje de General Pacheco, siendo la última unidad despedida con honores y emoción por los operarios de la planta de fabricación.
Fueron 30 años y 494.209 unidades producidas; para las cuales se emplearon 7.750 toneladas de aluminio, más de 300.000 litros de pintura, 500.000 toneladas de acero, 22.000 toneladas de vidrio.
El Ford Falcon ha marcado una época en la historia de la Industria Automotriz Argentina.

## Producción
| Producción de Ford Falcon 1962-1991 (Sedán, Pick-Up y Ranchero | Producción de Ford Falcon 1962-1991 (Sedán, Pick-Up y Ranchero |
| Año                                                            | Producción                                                     |
| -------------------------------------------------------------- | -------------------------------------------------------------- |
| 1962                                                           | 4.684                                                          |
| 1963                                                           | 4.619                                                          |
| 1964                                                           | 11.996                                                         |
| 1965                                                           | 15.442                                                         |
| 1966                                                           | 16.478                                                         |
| 1967                                                           | 15.109                                                         |
| 1968                                                           | 17.560                                                         |
| 1969                                                           | 14.607                                                         |
| 1970                                                           | 21.193                                                         |
| 1971                                                           | 26.135                                                         |
| 1972                                                           | 25.312                                                         |
| 1973                                                           | 35.595                                                         |
| 1974                                                           | 25.870                                                         |
| 1975                                                           | 11.525                                                         |
| 1976                                                           | 11.525                                                         |
| 1977                                                           | 16.579                                                         |
| 1978                                                           | 20.335                                                         |
| 1979                                                           | 28.522                                                         |
| 1980                                                           | 34.154                                                         |
| 1981                                                           | 19.913                                                         |
| 1982                                                           | 17.296                                                         |
| 1983                                                           | 22.060                                                         |
| 1984                                                           | 15.075                                                         |
| 1985                                                           | 9.405                                                          |
| 1986                                                           | 7.691                                                          |
| 1987                                                           | 7.839                                                          |
| 1988                                                           | 5.272                                                          |
| 1989                                                           | 3.232                                                          |
| 1990                                                           | 2.177                                                          |
| 1991                                                           | 2.462                                                          |
| Total unidades fabricadas                                      | 494.209                                                        |

## Ficha técnica
| Motores del Ford Falcon 1962-1991. | Motores del Ford Falcon 1962-1991. | Motores del Ford Falcon 1962-1991. | Motores del Ford Falcon 1962-1991. | Motores del Ford Falcon 1962-1991. | Motores del Ford Falcon 1962-1991.           | Motores del Ford Falcon 1962-1991. | Motores del Ford Falcon 1962-1991. | Motores del Ford Falcon 1962-1991. |
| Motor                              | Capacidad                          | Configuración                      | Diámetro × carrera                 | Carburador                         | Potencia                                     | Velocidad máxima                   | Consumo en ruta                    | Consumo en ciudad                  |
| ---------------------------------- | ---------------------------------- | ---------------------------------- | ---------------------------------- | ---------------------------------- | -------------------------------------------- | ---------------------------------- | ---------------------------------- | ---------------------------------- |
|                                    | 2.299 L                            | 4 cilindros en línea               | 96,0 x 79,4 mm                     |                                    | 90 CV DIN a 5000 rpm                         | 155 km/h                           | 10 km/l a 80 kph                   |                                    |
| 170                                | 2.761 L                            | 6 cilindros en línea               | 88.90 × 74.70 mm                   | Holley de una boca                 | 101 HP SAE (75 kW) a 4.400 rpm               | 138 km/h                           | 9.0 km/L a 80 kph                  | 6.2 km/L                           |
| 187                                | 3.064 L                            | 6 cilindros en línea               | 90.42 × 79.40 mm                   | Holley de una boca                 | 84 CV DIN / 116 HP SAE (87 kW) a 4000 rpm    | 146 km/h                           | 9.8 km/L a 80 kph                  | 8.0 kmL                            |
| 188                                | 3.080 L                            | 6 cilindros en línea               | 93.47 × 74.67 mm                   | Holley de una boca                 | 84 CV DIN / 116 HP SAE (87 kW) a 4000 rpm    | 155 km/h                           | 9.4 km/L a 100 kph                 | 6.5 km/L                           |
| 221                                | 3.620 L                            | 6 cilindros en línea               | 93.47 × 87.88 mm                   | Holley de una boca                 | 109CV DIN / 132 HP SAE (98.4 kW) a 4000 rpm  | 167 km/h                           | 9.0 kmL a 100 kph                  | 6.0 km/L                           |
| 221 SP                             | 3.620 L                            | 6 cilindros en línea               | 93.47 × 87.88 mm                   | Holley de doble boca               | 140CV DIN / 166 HP SAE (124.5 kW) a 4500 rpm | 180 km/h                           | 9.4 km/L a 100 kph                 | 4.1 km/L                           |
| 188 Max-Econo                      | 3.080 L                            | 6 cilindros en línea               | 93.47 × 74.67 mm                   | Solex de doble boca                | 106 CV DIN (78 kW) a 4000 rpm                | 158 km/h                           | 11.4 km/L a 90 kph                 | 8.1 km/l                           |

## Ford Falcon en Turismo Carretera

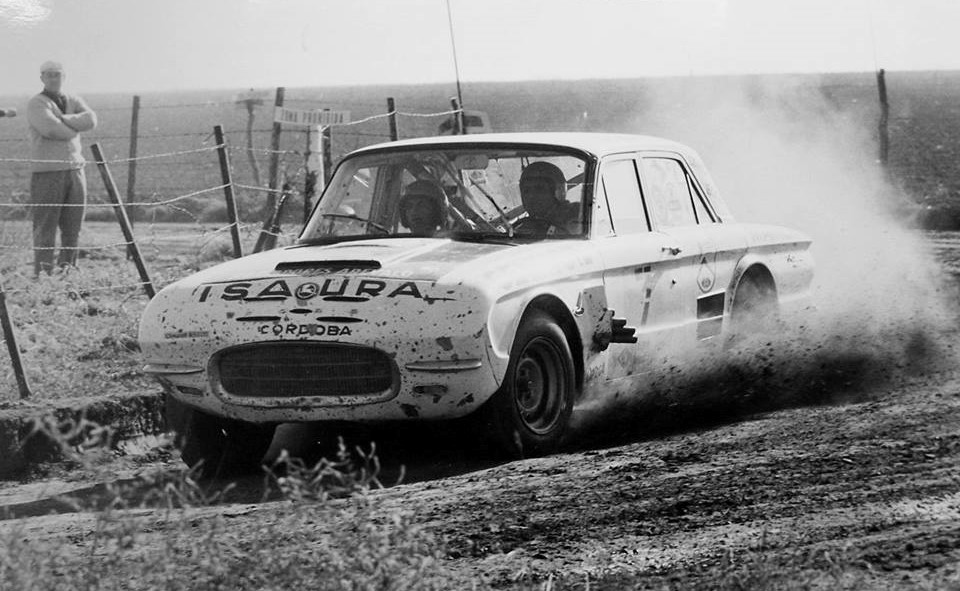
Ford Falcon de Turismo Carretera, piloteado por Oscar Cabalén en 1967.

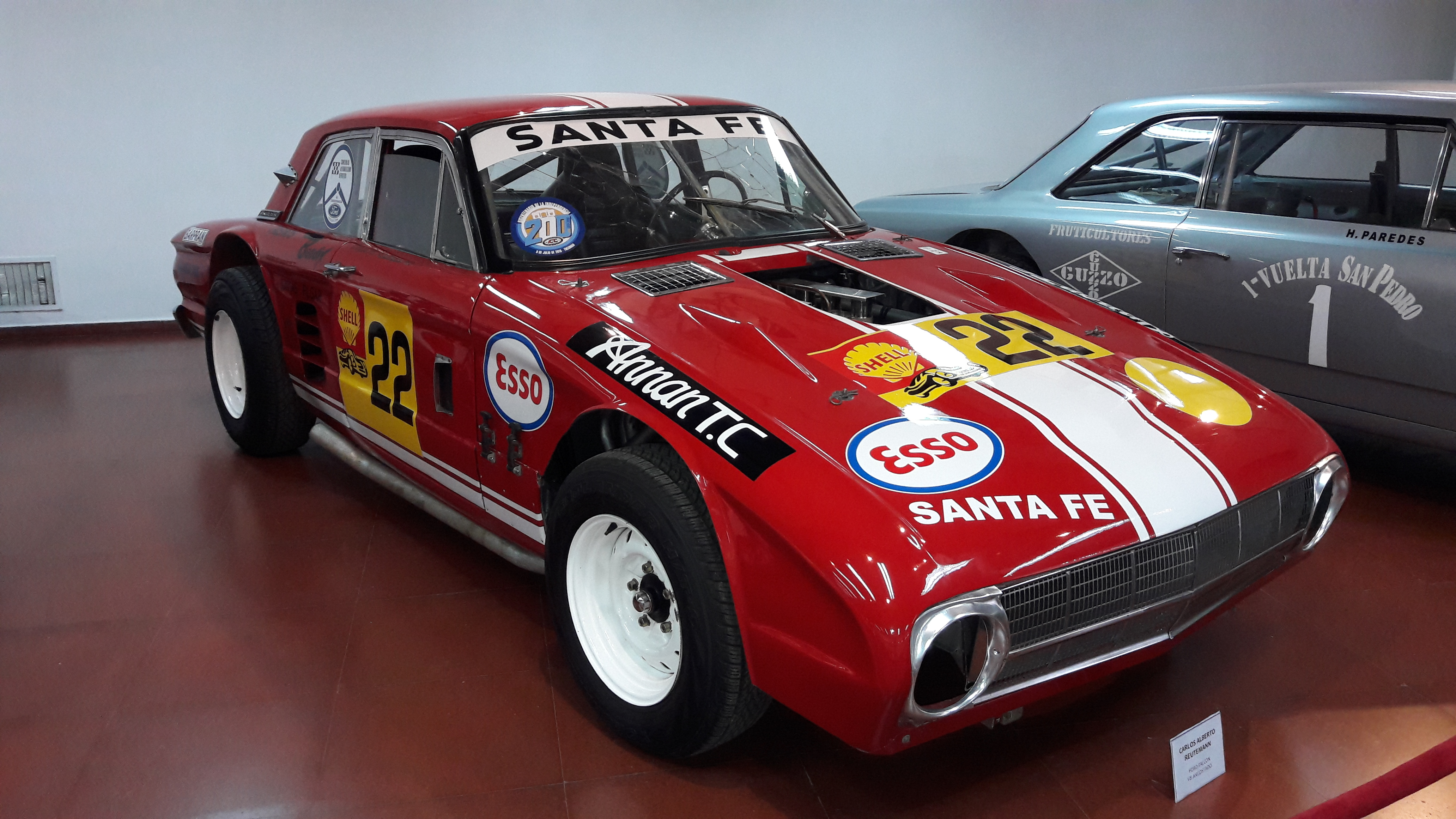
Ford Falcon F-100, prototipo de Turismo Carretera presentado en 1967.

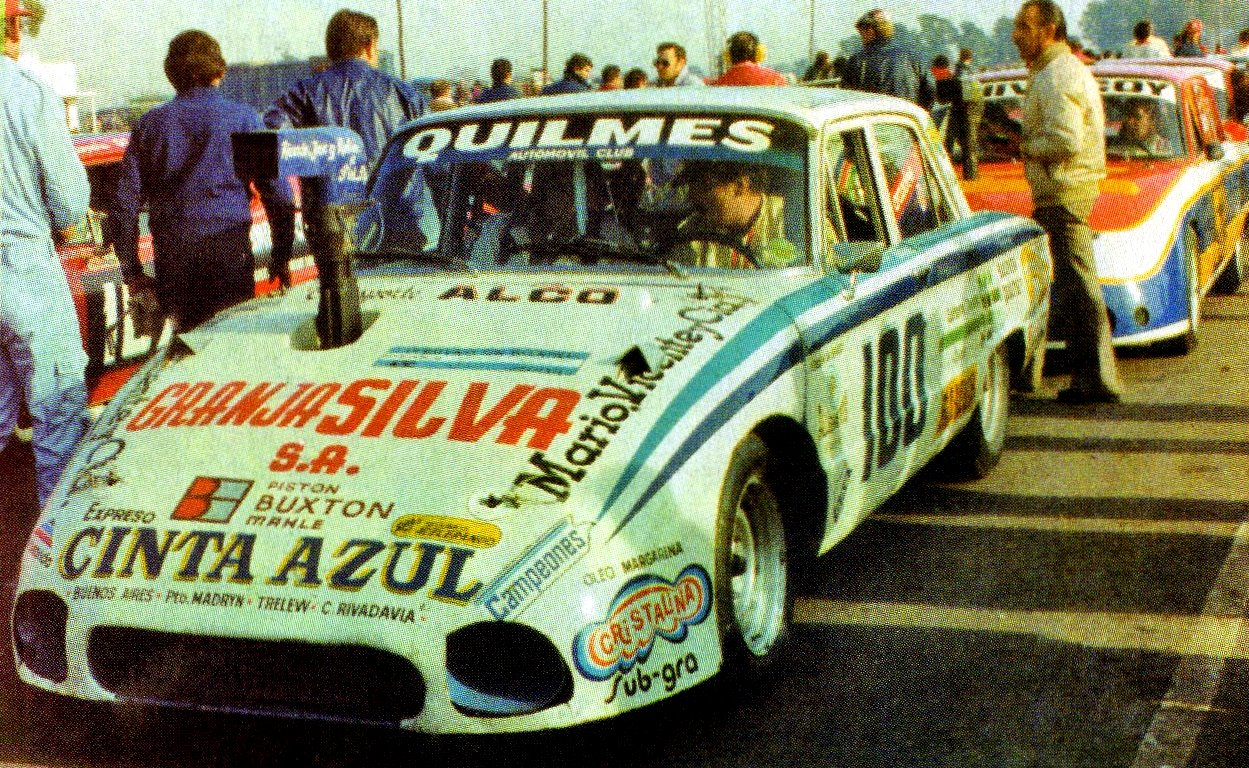
Ford Falcon de Turismo Carretera, piloteado por Jorge Martínez Boero en 1982.

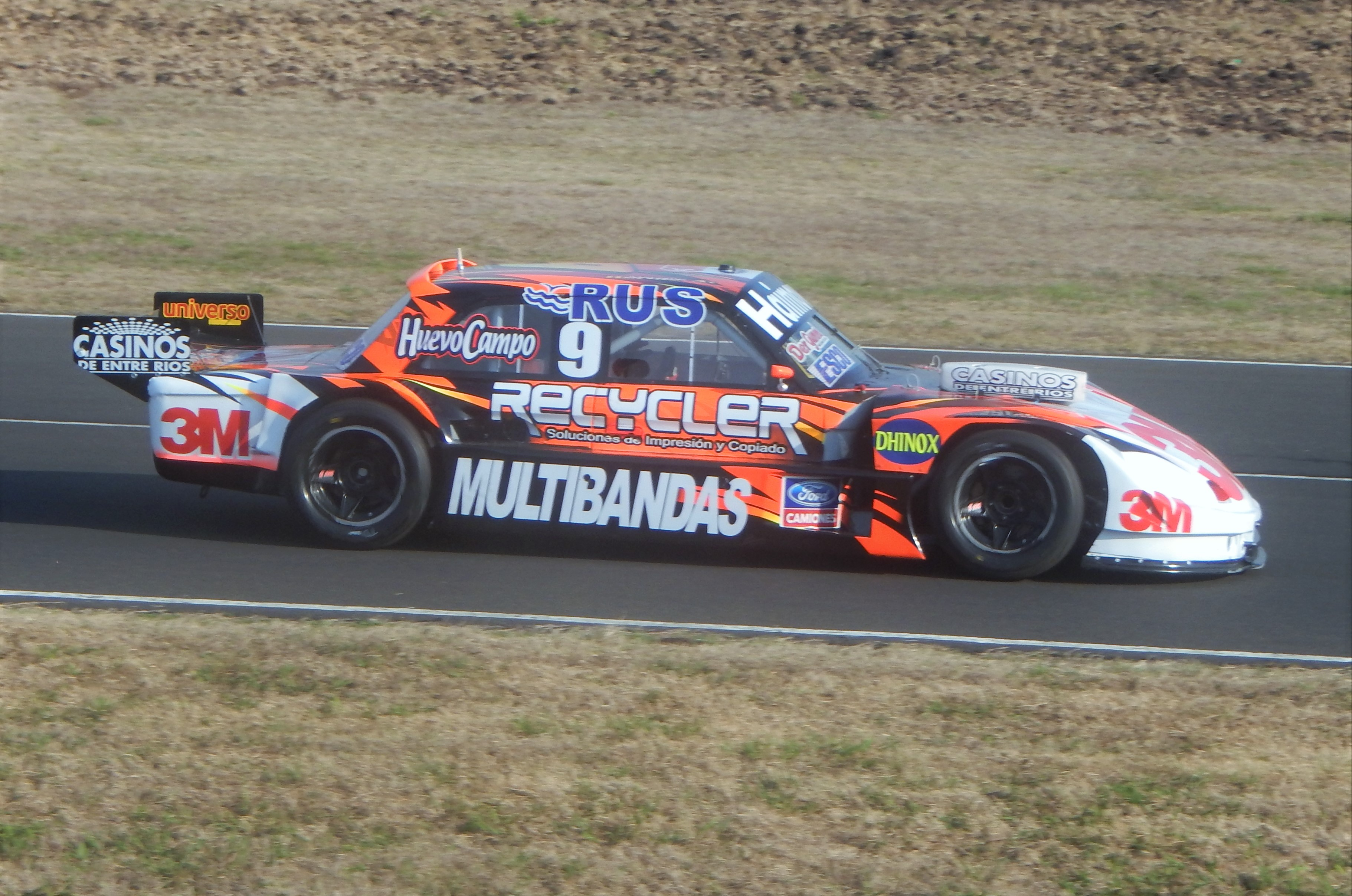
Prototipo Ford Falcon TC, piloteado por Mariano Werner en 2015.

Presentado en 1961 e iniciada su producción a partir de 1963, el Ford Falcon hizo su primera aparición en el ámbito del Turismo Carretera en el año 1964, como respuesta a una situación que marcó un punto de inflexión en la historia de la categoría: La aparición del prototipo Chevitú, el primer automóvil compacto presentado para competir en el TC, el cual era un Chevrolet Nova de primera generación, con motorización del sedán argentino Chevrolet 400. Ante esta avanzada, Ford propuso crear un equipo particular, poniendo en pista un Falcon de primera generación, con Oscar Gálvez al volante del mismo. Si bien, el objetivo fue testear la capacidad del modelo para este tipo de competencias, fue el puntapié inicial para una historia de éxitos dentro de la categoría. Aquella presentación tuvo lugar el 18 de octubre de 1964, en la Vuelta de Junín, la cual sin embargo, marcó el retiro de la actividad deportiva de Oscar Alfredo Gálvez.
La aparición del Falcon en la escena del automovilismo deportivo, significó también el paso del TC hacia la evolución en su parque automotor. Con la muestra brindada oportunamente por el Chevitú (que a diferencia del producto de Ford, tuvo mayor éxito logrando quedarse apenas con el subcampeonato de 1964), los pilotos comenzaban a hacer sus primeras experiencias al comando de las novedosas unidades compactas. Y la historia del Falcon en el TC se siguió escribiendo, hasta la llegada del primer triunfo del modelo, en manos de Rodolfo de Álzaga. El hecho tuvo lugar el 24 de abril de 1966, en la Vuelta de Pan de Azúcar, entre Cosquín y Santa María de Punilla.
En sus primeras presentaciones, el Falcon inicialmente equipó sus impulsores originales de 6 cilindros y 3000 cm³, los cuales eran muy inferiores comparados con los motores de las históricas cupés Ford V8 o Chevrolet Master. Sin embargo, esta carencia pronto se vio suplida con la apertura reglamentaria establecida a partir de 1966, producto de la cual el parque automotor del TC se vio nutrido de los más revolucionarios prototipos de carreras, entreverados con unidades que mantenían sus estándares de producción y las antiguas cupés que comenzaban a emprender la retirada. En este aspecto, muchos pilotos y representantes de Ford elegían al Falcon como unidad para correr, tanto en formato estándar, como implementadole múltiples reformas para convertirlos en prototipos de carreras. De todos estos, los más destacados resultaron ser los Ford Falcon F-100, prototipos que también fueron conocidos como "Falcon Angostados". Para su presentación, Ford Argentina decidió crear su Equipo Oficial Ford de TC, por el cual decidieron aprovechar las libertades reglamentarias que otorgaba en ese entonces la categoría, con el fin de crear un automóvil 100% competitivo. El primer paso, fue el recambio de su unidad propulsora de 6 cilindros, por impulsores V8 de 282 pulgadas cúbicas que equipaban a las camionetas Ford F-100. A ello se le sumaría una reducción en su ancho de 14 centímetros, lo que de dio aspecto más angosto con relación al modelo original y varias otras reformas estéticas y técnicas, con el fin de aprovechar al máximo las libertades reglamentarias. Este prototipo debutó en 1967 y logró su primer triunfo en la Vuelta de Allen, Río Negro, el 22 de septiembre de 1968, con Carmelo Galbato al volante. Además de él, se destacaron al volante de los Angostados pilotos como Carlos Alberto Reutemann, Dante Emiliozzi, Eduardo Casá, Ricardo Bonanno, Raúl Cottet y otros. La vida del Angostado como buque insignia del equipo oficial duró hasta 1969, cuando fueron reemplazados por los prototipos Huayra y Halcón de Heriberto Pronello, sin embargo continuó en manos privadas hasta fines de 1970.
Pero a pesar de estas múltiples reformas, los usuarios y representantes de Ford no lograban redondear resultados ideales que les permitiesen soñar con el título. Y fue en 1972 cuando se produjo el boom automovilístico del Falcon. Tras haberse unificado los reglamentos de las Fórmulas A y B en 1971, por la cual se dispuso un tope de cilindrada hasta los 3000 cm³, el Falcon resultó el principal beneficiado por esta medida, ya que de las marcas participantes era el único modelo que presentaba una versión de motor de 3 litros de fábrica, sin embargo, tras una nueva medida restrictoria emitida para el campeonato del 72 contra el modelo IKA Torino, el Falcon encontró el camino allanado para lograr sus primeros títulos en la categoría. Con todo el apoyo de Ford Argentina, la preparación de José Miguel Herceg y la conducción de pilotos como Héctor Gradassi, Nasif Estéfano y Juan María Traverso, el Falcon dominó a voluntad desde 1972 hasta 1978, amparado por un reglamento claramente favorable. Como dato histórico quedó la única consagración post mortem que tuvo el Turismo Carretera, ya que en 1973 Nasif Estéfano no pudo festejar su consagración, debido a que a dos fechas de finalizar el torneo encontró la muerte en el Gran Premio de la Reconstrucción Nacional, en la localidad de Aimogasta, Provincia de La Rioja, en un Gran premio que debió haber finalizado en su localidad natal, Concepción de Tucumán. Finalmente, la racha triunfadora del Equipo Oficial Ford se detuvo en 1979, cuando producto de múltiples cuestionamientos y descalificaciones, más el enfrentamiento entre autoridades del Automóvil Club Argentino y la Comisión Argentina de Automovilismo Deportivo (CADAD), las autoridades de Ford Argentina dispusieron la salida del Equipo Oficial Ford y con ello, el fin del proyecto ganador del Falcon. Sin embargo, a pesar del cierre de esta etapa, el Falcon seguiría su carrera deportiva en manos de pilotos particulares.
Con el paso del tiempo y al igual que sus rivales tradicionales (Chevy, Dodge y Torino), el Falcon continuó compitiendo dentro del Turismo Carretera, aún después de haber sido discontinuada su producción en 1991. Aun así, hubo espacio para nuevas consagraciones, destacándose nombres como Oscar Castellano, Oscar Aventín, Omar Martínez o el propio Juan María Traverso. Asimismo, se dio paso a una avanzada de nueva generación encabezada por Mariano Werner, Diego Aventín o Mauro Giallombardo entre otros. Al recambio generacional de pilotos, también le sobrevinieron distintas evoluciones desde lo técnico, pasando de la utilización de carrocerías originales de fábrica a la implementación de siluetas que imitan sus rasgos de diseño. Las evoluciones pasaron también en la faz de lo mecánico, ya que tras haber utilizado desde sus inicios los motores varilleros de 6 cilindros en línea y cajas manuales de 4 velocidades, en la actualidad las unidades basadas en el Ford Falcon de TC, son avanzados prototipos de carreras equipados con motores SOHC de 24 válvulas y árbol de levas a la cabeza, construidos por Jorge Pedersoli y desarrollados por Oreste Berta, acoplados a cajas semiautomáticas de 5 velocidades. Todo este conjunto es montado sobre una moderna estructura tubular, construida por la firma Talleres Jakos, con homologaciones y parámetros técnicos fijados por la Asociación Corredores de Turismo Carretera. Asimismo, la implementación de la producción artesanal, ha garantizado la producción de réplicas de carrocerías, en sustitución de las carrocerías fabricadas hasta 1991.

### Títulos obtenidos por el Ford Falcon en categorías de ACTC
| Turismo Carretera | Turismo Carretera | Turismo Carretera           | Turismo Carretera |
| #                 | Año               | Piloto                      |                   |
| ----------------- | ----------------- | --------------------------- | ----------------- |
| 1                 | 1972              | Héctor Luis Gradassi        |                   |
| 2                 | 1973              | Nasif Estéfano              |                   |
| 3                 | 1974              | Héctor Luis Gradassi        |                   |
| 4                 | 1975              | Héctor Luis Gradassi        |                   |
| 5                 | 1976              | Héctor Luis Gradassi        |                   |
| 6                 | 1977              | Juan María Traverso         |                   |
| 7                 | 1978              | Juan María Traverso         |                   |
| 8                 | 1982              | Jorge Martínez Boero        |                   |
| 9                 | 1989              | Oscar Castellano            |                   |
| 10                | 1991              | Oscar Aventín               |                   |
| 11                | 1992              | Oscar Aventín               |                   |
| 12                | 1993              | Walter Hernández            |                   |
| 13                | 1994              | Eduardo Ramos               |                   |
| 15                | 1999              | Juan María Traverso         |                   |
| 16                | 2004              | Omar Martínez               |                   |
| 17                | 2005              | Juan Manuel Silva           |                   |
| 18                | 2009              | Emanuel Moriatis            |                   |
| 19                | 2012              | Mauro Giallombardo          |                   |
| 20                | 2013              | Diego Aventín               |                   |
| 21                | 2015              | Omar Martínez               |                   |
| 22                | 2020              | Mariano Werner              |                   |
| 23                | 2021              | Mariano Werner              |                   |
| 24                | 2023              | Mariano Werner              |                   |
| TC Pista          |                   |                             |                   |
| #                 | Año               | Piloto                      |                   |
| 1                 | 1995              | Rubén Muñiz                 |                   |
| 2                 | 1999              | Fabrizio Benedetti          |                   |
| 3                 | 2001              | Javier Bernardini           |                   |
| 4                 | 2002              | José Savino                 |                   |
| 5                 | 2003              | Lionel Ugalde               |                   |
| 6                 | 2004              | Maximiliano Juan            |                   |
| 7                 | 2006              | Juan Bautista De Benedictis |                   |
| 8                 | 2007              | Próspero Bonelli            |                   |
| 9                 | 2010              | Mauro Giallombardo          |                   |
| 10                | 2011              | Leonel Sotro                |                   |
| 11                | 2012              | Luciano Ventricelli         |                   |
| 12                | 2020              | Ayrton Londero              |                   |
| 13                | 2021              | Kevin Candela               |                   |
| 14                | 2022              | Otto Fritzler               |                   |
| TC Mouras         |                   |                             |                   |
| #                 | Año               | Piloto                      |                   |
| 1                 | 2004              | Luis Hernández II           |                   |
| 2                 | 2005              | Juan Bautista De Benedictis |                   |
| 3                 | 2007              | Mario Ferrando              |                   |
| 4                 | 2008              | Mauro Giallombardo          |                   |
| 5                 | 2009              | Gastón Ferrante             |                   |
| 6                 | 2013              | Alan Ruggiero               |                   |
| 7                 | 2016              | Juan Catalán Magni          |                   |
| 8                 | 2018              | Germán Todino               |                   |
| TC Pista Mouras   |                   |                             |                   |
| #                 | Año               | Piloto                      |                   |
| 1                 | 2009              | Agustín Herrera             |                   |
| 2                 | 2010              | Martín Laborda              |                   |
| 3                 | 2015              | Sebastián Reynoso           |                   |
| 4                 | 2016              | Agustín De Brabandere       |                   |
| 5                 | 2018              | Lucas Granja                |                   |
| 6                 | 2019              | Matías Frano                |                   |

### Otras categorías argentinas donde el Ford Falcon fue campeón
| Stock Car Argentino    | Stock Car Argentino | Stock Car Argentino |
| #                      | Temporada           | Piloto              |
| ---------------------- | ------------------- | ------------------- |
| 1                      | 1990                | Edgardo Bustos      |
| Supercart              |                     |                     |
| #                      | Temporada           | Piloto              |
| 1                      | 1995                | Ernesto Bessone II  |
| 2                      | 1997                | Diego Ponte         |
| Turismo 4000 Argentino |                     |                     |
| #                      | Temporada           | Piloto              |
| 1                      | 2002                | Mathías Nolesi      |
| 2                      | 2003                | Alejandro Garófalo  |
| 3                      | 2004                | Diego González      |
| 4                      | 2008                | Aldo Tedeschi       |
| 5                      | 2014                | Javier Funcia       |
| 6                      | 2018                | Germán Pietranera   |

### Destacados
- Ford es la marca más ganadora de la historia del Turismo Carretera. A lo largo de la misma, conquistó 46 títulos, la mayoría de ellos con el modelo Falcon, el cual es a su vez el modelo con mayor cantidad de campeonatos (23).
- Fue la segunda marca en proclamarse campeona con tres modelos diferentes, logrando 23 títulos con el modelo Falcon, 22 títulos con el modelo Ford V8 (durante la era inicial del TC) y 1 título con el modelo Mustang Mach I (en la era contemporánea del TC). Con este último título, logró equiparar la racha obtenida por su rival Chevrolet, que logró 3 títulos con el modelo Master, 18 con el modelo Chevy y 1 con el sport prototipo Fast-Chevrolet.
- Héctor Gradassi fue el piloto con mayor cantidad de consagraciones dentro del TC al comando de este modelo, con 4 campeonatos (1972, 1974, 1975 y 1976).

## El Ford Falcon como símbolo de la dictadura de 1976-83

Ford Falcon color verde oliva, caracterizado como símbolo de la dictadura argentina de 1976-83.

Como se dijo anteriormente, en los años 1970 se produjo el auge comercial del Falcon en Argentina. Respaldado por su robustez mecánica y sus atributos estructurales y de diseño, rápidamente se convirtió en un vehículo masivo, siendo muy empleado como coche de traslado en flotas de taxis, empresariales y también como vehículos de patrullaje para las fuerzas de seguridad, además de su uso doméstico.
Sin embargo, es inevitable la asociación de su imagen a las páginas más oscuras de la historia de Argentina, debido a su amplia adquisición y empleo durante la época de la dictadura cívico-militar de 1976-83, conocida como Proceso de Reorganización Nacional. El empleo de estos automóviles como vehículos de patrullaje y traslado por parte de las fuerzas policiales, fue objeto de atención por parte de las Fuerzas Armadas gobernantes de ese entonces, quienes comenzaron a organizar grupos parapoliciales (conocidos también como "grupos de tareas") encargados de perpetrar secuestros y detenciones clandestinas de personas. Para lograr su cometido, el Ejército Argentino estableció un acuerdo con Ford Argentina, por el cual se comenzó a equipar a estas organizaciones con unidades Ford Falcon, con el objetivo de llevar adelante tales operativos. Resultante de estas detenciones ilegales (debido a que se realizaban sin causa aparente, ni juicio previo), fue la caracterización del llamado "Ford Falcon Verde" como símbolo de este período, debido principalmente al color verde oliva característico de los móviles del Ejército Argentino. 
A la par de la adquisición de estas unidades (las cuales también fueron complementadas con la adquisición de camionetas Ford F-100), la influencia de las Fuerzas Armadas sobre el directorio de Ford Argentina, provocó también la constitución en la fábrica de dicha automotriz, de un centro clandestino de detención, por el cual se llevaron a cabo persecuciones internas a obreros de la fábrica, secuestros y desapariciones de personas.